# Regla Torres
Regla Torres Herrera (La Habana, 12 de febrero de 1975) una jugadora de voleibol cubana, que ganó tres medallas de oro olímpicas consecutivas (Barcelona 1992, Atlanta 1996, Sídney 2000), en el año 2001 fue elegida la mejor jugadora del siglo XX otorgada por la FIVB y elegida para el Salón Internacional de la Fama de Voleibol, ubicado en Holyoke (Massachusetts), Estados Unidos.

## Biografía
Torres nació en La Habana, Cuba el 12 de febrero de 1975. Desde pequeña, los profesores animaron a Torres a practicar deportes debido a su estatura. Aunque sus padres se separaron cuando ella estaba en la escuela primaria, ambos estuvieron involucrados en su crianza. Aunque Torres estaba más interesada en el salto de altura que en el voleibol, su madre insistió en que se centrara en este último. En el cuarto grado, Torres fue enviada a una escuela deportiva para desarrollar su talento atlético. A la edad de 14 años, fue enviada a la escuela Cerro Pelado, donde rápidamente desarrolló sus habilidades en el voleibol. Luego se unió al equipo nacional en 1989.
Mide 1.91 m de altura y ha sido tentada para participar como modelo en los tradicionales Festivales del Habano que se realizan cada año en Ciudad de La Habana y donde se reúnen personalidades de muchos países del mundo.
Se destacó en el equipo femenino de voleibol junto a Mireya Luis (la capitana del seleccionado), Regla Bell y Magalys Carvajal. Su posición principal era la de atacadora central, pero también se destacó en el bloqueo.

## Trayectoria

### Juegos Olímpicos
Torres ganó su primera medalla de oro olímpica en 1992 en Barcelona a la edad de 17 años. Ayudó a su equipo a conseguir otras medallas de oro en los Olimpiadas de 1996 en Atlanta y en los Olimpiadas de 2000 en Sydney, logrando la extraordinaria hazaña de ganar tres olimpiadas seguidas. Fue seleccionada como la mejor palista de los Juegos Olímpicos de Sidney.

### Juegos Panamericanos
Torres ayudó al equipo cubano a ganar la medalla de oro en los Juegos Panamericanos de 1991 en La Habana, a la edad de 16 años. Ganó otra medalla de oro con el equipo nacional en los Juegos Panamericanos de 1995 en Mar del Plata.

### Copas del Mundo y Campeonatos del Mundo
Torres ayudó a Cuba a ganar medallas de oro en la 1991 y 1995 Copa Mundial FIVB en Japón. También ayudó a Cuba a ganar el Campeonato Mundial de la FIVB de 1994 en Brasil y el Campeonato Mundial de la FIVB de 1998 en Japón, y fue seleccionada como MVP en ambos torneos.

### Gran Premio Mundial
Torres ganó medallas de oro adicionales con el equipo cubano en el 1993 y 2000 Gran Premio Mundial FIVB en Japón.

## Retiro
Se retiró joven, todavía sin haber cumplido los 28 años, pues tenía varias lesiones en la rodilla izquierda, siendo operada por tercera ocasión, lo que le impedía jugar como lo había hecho hasta las olimpiadas del 2000.
Se destacó por su entrega y disciplina, tanto en las jornadas de entrenamiento como en la cancha de juego.

## Actualidad
Es entrenadora del equipo capitalino, y del Nacional femenino junto a Eide George y Carlos Gala Director Técnico, ha incursionado como comentarista deportiva, hizo la primera presentación en la emisora la Radio Rebelde, durante la Liga Mundial de Voleibol.
A comienzos de 2023 el club ruso Uralochka anunció que Torres formará parte del cuerpo técnico como asistente del entrenador Nikolay Karpol. El club cuenta con dos jugadoras cubanas en su plantilla, la opuesta Yalain Regla de la Peña y la central Dayana Martínez.

## Palmarés

### Olimpiadas
- Medalla de Oro en los Juegos Olímpicos de Barcelona 1992.

- Medalla de Oro en los Juegos Olímpicos de Atlanta 1996.

- Medalla de Oro en los Juegos Olímpicos de Sídney 2000.

### Campeonatos del Mundo
- Medalla de Oro en el Campeonato Mundial Juvenil de Brasil 1993. Mejor atacadora y la jugadora más valiosa.

- Medalla de Oro en el Campeonato del Mundo de Brasil en 1994. Mejor bloqueadora.

- Medalla de Oro en el Campeonato del Mundo en Japón. 1995. Mejor atacadora y la jugadora más valiosa.

### Grand Prix
- Medalla de Oro en el Grand Prix en 1993. Mejor Sacadora.

- Medalla de Oro en el Grand Prix en 2000.

- Medalla de Plata en los Grand Prix de 1994, 1996 y 1997. Mejor bloqueadora.

- Medalla de bronce en los Grand Prix de 1995 y 1998.

### Copa de Campeones
- Medalla de Oro en la Copa de Campeones de 1993. Mejor recibidora.

- Medalla de Plata en la Copa de Campeones de 1997.

### Juegos Panamericanos
- Medalla de Oro en los Juegos Panamericanos de La Habana 1991.

- Medalla de Oro en los Juegos Panamericanos de Mar de Plata 1995.

- Medalla de Plata en los Panamericanos de Winnipeg 1999.

### Juegos Centroamericanos
- Medalla de Oro en los Juegos Centroamericanos y del Caribe de Ponce 1993.

- Medalla de Oro en los Juegos Centroamericanos y del Caribe de Maracaibo 1998. Jugadora Más Valiosa y Mejor bloqueadora.

### Reconocimientos individuales
- Condecorada por la Federación Internacional de Voleibol (FIVB) como la atleta más destacada del siglo XX. Este título fue ganado por la versatilidad con que contaba, se podía contar con ella en el terreno para cualquier imprevisto, pues era una gran atacadora central, también dominaba en la recepción y en el saque.

- Elegida para el Salón Internacional de la Fama de Voleibol, ubicado en Holyoke, Massachusetts, Estados Unidos.

- Erigieron una estatua en reconocimiento de su labor como voleibolista, en el XX Aniversario del torneo Másteres de Montreux, en Suiza, año 2004.